# Parifodynerus alariformis
Parifodynerus alariformis är en stekelart som först beskrevs av Henri Saussure 1856.  Parifodynerus alariformis ingår i släktet Parifodynerus och familjen Eumenidae. Inga underarter finns listade i Catalogue of Life.